# Dalton Webb
Dalton James Webb (ur. 18 listopada 1993) – kanadyjski zapaśnik walczący w stylu wolnym. Brązowy medalista mistrzostw panamerykańskich w 2018, a także igrzysk frankofońskich w 2017 roku.